# Francisco Llorente
Francisco Llorente Gento (Valladolid, 21 mei 1965) is een voormalig Spaans voetballer. Llorente was een vleugelspeler die voornamelijk als rechterflankaanvaller werd opgesteld. Hij is het neefje van Paco Gento en de vader van Marcos Llorente.

## Carrière

### Clubcarrière
In navolging van zijn ooms Antonio, Julio en Paco Gento werd ook de jonge Francisco aangetrokken tot de voetbalsport. Na een korte passage bij Real Madrid en CD Móstoles (een club uit de periferie van Madrid) sloot de in Valladolid geboren Llorente zich in 1985 bij het B-elftal van Atlético Madrid aan. Na één seizoen in de Segunda División A stroomde hij door naar het eerste elftal, waarmee hij in het seizoen 1986/87 zevende eindigde in de Primera División. Llorente viel meteen op met zijn goede dribbels en zijn ongelofelijke snelheid. Na amper één seizoen in het eerste elftal keerde hij terug naar Real Madrid. Llorente maakte voor deze transfer als eerste speler gebruik van het zogenaamde 'decreet 1006', dat het mogelijk maakte om in ruil voor compensatie (in dit geval 50 miljoen peseta oftewel zo'n 300.000 euro) zijn contract eenzijdig te beëindigen.
Doordat hij tijdens de glorietijd van de La Quinta del Buitre neerstreek bij Real Madrid, kon hij niet meteen een vaste basisplaats afdwingen: in de voorlinie waren Emilio Butragueño en Hugo Sánchez de grote blikvangers. Desalniettemin droeg Llorente als back-upspeler aardig zijn steentje bij en won hij met zijn club de landstitels van 1987/88, 1988/89 en 1989/90. Llorente bereikte zijn piekperiode onder het trainersschap van Leo Beenhakker. Met de komst van John Toshack zag Llorente zijn speelminuten slinken, onder zijn laatste trainer Benito Floro moest hij zelfs opdraven als rechtsachter. In 1994 vertrok hij naar SD Compostela, waarmee hij nog vier seizoenen in de Primera División speelde.

### Interlandcarrière
Llorente kwam één keer uit voor Spanje. Op 18 november 1987 scoorde hij in de EK-kwalificatiewedstrijd tegen Albanië meteen ook zijn eerste en enige interlanddoelpunt. Spanje verzekerde zich in die wedstrijd van deelname aan het EK 1988, maar daarvoor werd Llorente niet geselecteerd. Een jaar eerder had hij met de Spaanse –21 het EK U21 gewonnen.

## Familie
Francisco is de zoon van María Antonia Gento López, de zus van Paco Gento, die van 1953 tot 1971 uitkwam voor Real Madrid en in die periode zes keer de Europacup I won. Met Antonio en Julio hadden nog twee andere broers van haar een (weliswaar minder rijkelijk) verleden bij Real Madrid. María Antonia bracht op haar beurt een heuse sportfamilie voort: twee van haar zonen (Francisco en Julio) werden voetballer en twee andere (José Luis en Antonio) basketbalspelers.
Francisco zette de sportdynastie voort door in het huwelijk te treden met María Ángela Moreno, 14-voudig Spaans basketinternational en de dochter van ex-Real Madrid-spits Ramón Moreno Grosso. Hun zoon Marcos sloot zich in 2008 aan bij de voetbaljeugdafdeling van Real Madrid, stroomde door naar het eerste elftal en maakte in 2019 voor ruim 40 miljoen euro de overstap naar Atlético Madrid.

## Erelijst

### Speler
Met Real Madrid:
- Primera División (3): 1987/88, 1988/89 en 1989/90
- Copa del Rey (2): 1989/90, 1992/93
- Supercopa de España (4): 1988, 1989, 1990, 1993